# Pearl Jam
Pearl Jam je ameriška rock skupina, ki so je v letu 1990, v  Seattlu, Washington oblikovali Eddie Vedder (glavni vokali, kitara), Jeff Ament (bass kitara), Stone Gossard (kitara), in Mike McCready (glavna kitara). Trenutni bobnar Matt Cameron je bivši član skupine Soundgarden in je s skupino Pearl Jam od leta 1998.
Oblikovani po propadu Amentovega in Gossardovega bivšega benda, Mother Love Bone, so se Pearl Jam prebili na sceno s prvencem Ten. Kot predstavniki grunge gibanja v zgodnjih 90ih, so bili že od začetka deležni kritike - najbolj opazno od Nirvaninega pevca Kurta Cobaina - da so le dobičkarska skupina, ki izkorišča eksplozijo alternativnega rocka. Kljub vsemu so bili člani tekom glasbene poti opaženi, saj so zavrnili tradicionalno glasbenoindustrijsko prakso - zavrnili snemanje glasbenega videa in podprli bojkot Hollywoodskega Ticketmaster-ja. V letu 2006 so jih v reviji Rolling Stone opisali kot skupino, ki je "večino zadnjega desetletja namenoma spodkopavala svojo slavo".
Od ustanovitve so prodali več kot 30 milijonov plošč v ZDA  in verjetno okrog 60 milijonov plošč po celem svetu. Pearl Jam so preživeli veliko sodobnikov, ki so uspeli v zgodnjih 90-ih tekom velike eksplozije alternativnega rocka in so ena izmed vplivnejših skupin desetletja. Allmusic  jih imenuje "najpopularnejša rock 'n' roll skupina 90ih".

## Nastanek skupine
Prvi zametki skupine so obstajali že na sredini osemdesetih. Jef Ament, bass kitarist in Stone Gossard, ritmični kitarist sta bila člana Seattelske skupine Green River, ki pa se je razšla leta 1987. Sama sta se nato pridružila vokalistu Andrewu Woodu in tako je nastala novopečena grunge skupina Mother Love Bone pod velikim vplivom glama. Veliko so nastopali z namenom, da si najdejo založbo, ki bi lahko izdali njihov album. A le štiri mesece pred izdajo prvenca Apple pod založbo PolyGram, si je Andrew dal prevelik odmerek heroina in tako umrl. Jeff in Stone, sta tako zopet nadaljevala sama kajti skupina je razpadla.
V naslednjem letu se je Stone nekako povezal s kitaristom Mikom McCreadyjem. Skupaj so začeli delati na demo kaseti z namenom, da bi našli bobnarja in pevca. Dokončano kaseto s petimi skladbami so dali bobnarju skupine Red Hot Chili Peppers, Jacku Ironsu. Sam se ni imel namena pridružiti, zato jo je posredoval znancu iz San Diega, deskarju Eddie Vedderju. Ta naj bi po legendi skladbe poslušal pred tem, ko je odšel deskat. Pod vodo mu glasba odzvanjala v ušesih in takrat so se mu porodile ideje za besedila. Hitro je odhitel domov in nemudoma posnel vokale za tri demo posnetke, Alive, Once in Footsteps, ki jih je sam kasneje poimenoval mini opera.
Trio, Jeff, Stone in Mike so ga nemudoma vključili in tako jim je manjkal še samo bobnar, zato so najeli Dava Krusena.

## Prvi album Ten
Sprva so si nadeli ime po NBA igralcu Mookie Blaylock. Kmalu po tem, ko so zaigrali na svojem prvem koncertu v oktobru, leta 1990, so v začetku naslednjega leta podpisali z založbo Epic Records. Zaradi težav z blagovno znamko, so bili prisiljeni spremeniti ime. Poimenovali so se Pearl Jam, o samem poimenovanju je sprva krožilo več teorij. V resnici naj bi Pearl Jam pomenilo nastajanje bisera v morski školjki, torej nekaj zavrženega, kar se spreminja v nekaj dragocenega, kakor je dejal Vedder.
V marcu, leta 1991, so se zaprli v studijo in so tako posneli njihov prvenec, album Ten. Snemanje je potekalo hitro in so končali že po mesecu, verjetno pa zato, ker so imeli večina pesmi že napisanih. Po končanem snemanju jih je zapustil bobnar Krusen, ki je odšel na rehabilitacijski program, začasno pa ga je nadomestil Matt Chambelain. Album vsebuje enajst pesmi s temnejšimi temami, kot so depresija, samomor, samota in zloraba. Večina besedil sta napisala Vedder in Gossard. Zvokovno je album pod velikim vplivom klasičnega rocka, težjega hard rocka in post-punka iz 80-ih.
Še pred pravim uspehom so se Pearli odpravili na turnejo, kot predskupina Red Hot Chilli Peppersom, vendar so organizatorji menili, da niso dovolj priljubljena skupina in so jih zato nadomestili z Nirvano. Na njihovo srečo, pa je še en bend The Smashing Pumpkins odstopil in tako so ga lahko Pearli nadomestili. Udeležili so se tudi zelo znane 1992 Lollapalooza Tour, skupaj z nekaterimi drugimi alternativnimi bendi, na koncu je še sledila samostojna turneja po Severni Ameriki in Evropi, skupaj z Neilom Youngom in U2.
Sam album ni bil nemudoma uspeh, ampak je moral počakati na eksplozijo grunga, ki ga je začela Nirvana. Po skoraj letu od izdaje je album končno prodrl na top 10 lestvico ameriških albumov in tako je postal dostopnejši širši množici poslušalcev zlasti po zaslugi odlične, zelo uporniške glasbe ter odličnih nastopov v živo. Na lestvici je ostal več kot 4 leta in tako postal eden naj prodajanih rock albumov. Do aprila, 2009 so ga v Ameriki prodali v 9.6 milijonih izvodih, certificiran pa je z 13-kratno platinasto ploščo. S strani kritikov je bil večino dobro sprejet, na slab odziv pa je naletel pri Nirvaninemu Kurtu Cobainu, ki je Pearle označil kot komercialni prodajni artikel.
Zaradi kvalitetne in na vsezadnje tudi popularne glasbe, so prejeli številne nagrade, med drugimi tudi dve American Music Award, pesem Jeremy pa je prejela kar 4 MTV Video Music Awards in je bila hkrati nominirana za dva Grammy-ja.

## Album Vs.
Skupino je album Ten ustrelil v središče takratnega glasbenega dogajanja. Postali so zelo slavni, kaj zlasti ni bilo všeč pevcu Vedderju in se je zato nekoliko namenoma izmikal javnosti. Na razna slikanja je prihajal z masko, na intervjujih pa je bil grob in nekomunikativen. Nastopal naj bi tudi pijan, hkrati pa je bil prijet zaradi pijančevanja in motenja javnega miru.
Pearli so se v marcu leta 1993 zaprli v studijo in začeli snemati njihov drugi album, skupaj z novim bobnarjem Dava Abbruzzesejem, ker so ravno prekini njihovo zadnjo turnejo. Snemanje je prav tako potekalo hitro in tako so maja že zaključili. Album je bil končno izdan 19. avgusta, pod imenom Vs. . Debitiral je na prvem mestu ameriške albumske lestvice, z rekordnimi 950 tisoči prodanimi izvodi v prvih 5-ih dneh prodaje, kar še vedno velja za rekord. Skupno so prodali več kot 6 milijonov izvodov v Ameriki, certificiran pa je z 7-kratno platinasto ploščo, s strani kritikov je zopet bil sprejet dobro. Pearli so se tudi odločili, da ne bodo več snemali videospotov za pesmi, ker so namreč menili, da video odvzame poslušalcu lastno mnenje oziroma predstavo o pesmi, hkrati pa sami nikoli niso hoteli biti slavni, zato se jim je to zdel samo grdi trik, s katerim je glasbena industrija služila denar.
Zvokovno je album je občutnejšo agresivnejši in surovejši od prvega. Prav tako so na albumu dosti več eksperimentirali in so tako na nekaj pesmi nehote dodali elemente funka, medtem  ko sta dve tudi čisti akustični baladi. Besedila se oprijemajo na osebna, družbena in politična prepričanja. Glavne teme pa so zloraba, rasizem, orožja in mediji.
Le mesec za tem, ko so zaključili s svojo zadnjo turnejo, so že začeli z novo imenovano Vs. Tour, ki je obsegala 52 nastopov.
V letu 1994 se je nekako razvedelo, da je prodajalec kart Ticketmaster, vštel v ceno še dodatno zaračunano storitev. To je Pearle zelo razburilo. Kot v znak protesta, so nemudoma prekinili njihovo 1994 Summer turnejo. Stvar je šla celo tako daleč, da je skupina bila privedena pred sodišče, kjer je tudi izgubila tožbo. Vendar vseeno niso obupali, nadaljevali so bojkot Ticketmasterja, tako da niso igrali njihovih koncertov. Z vsem tem pa se ni strinjam njihov bobnar Dave, ki so ga kljub temu, da danes velja za njihovega najboljšega bobnarja, zamenjali s takrat že nekdanjim bobnarjem iz Red Hot Chilli Pepers, Jackom Ironsom.

## Album Vitalogy
Skupina Pearl Jam je njihov naslednji album napisala že v začetku leta 1994, med turnejo Vs. , toda zaradi nesoglasja z založbo pa ga niso izdali nič prej kot v novembru. Najprej je bil izdan vinilni plošči, nato pa ga končno bilo moč kupiti na CD-ju oziroma kaseti 6. decembra (Pearl Jam a, 2010).
Tako kot predhodni album, je tudi ta debitiral na prvem mestu ameriške albumske lestvice, tudi tokrat z rekordnimi prodajami. Samo v prvem tednu, se je prodal v 877 tisočih, do sedaj pa že v 5 milijonih izvodih v Ameriki, zato je tudi certificiran z 5-kratno platinasto ploščo. Kritiki so ga zelo dobro sprejeli, Thomas, Allmusic, pa je dejal, da je Vitalogy Pearl Jamov najbolj originalen in brezkompromisni album (Vitalogy, 2010).
Sam album je zvenel nekoliko drugače, kot prejšnja dva, dejstvo pa je tudi to, da je prvič sam Vedder igral kitaro. Kot so sami potrdili, pri ustvarjanju niso ravno uživali, kajti niso veliko komunicirali med sabo, ozračje pa je bilo zelo napeto, verjetno tudi zaradi samega pritiska medijev. Na njem je čutiti večji vpliv punka, ki pa je posredno izražen, kajti pesmi so hitrejše, z manj kitarskimi soli, so pa  zato nekoliko bolj ritmične. Pesem Spin the Black Circle z njega je Pearlom prinesla tudi njihov edini grammy award (Vitalogy, 2010).

## Padanje popularnosti
Pet let po izidu uspešnega prvenca Ten so Pearli 27. avgusta leta 1996 izdali četrti album No Code, ki prodajno ni bil tako uspešen kot predhodniki, a za zbiratelje in ljubitelje te skupine pa je nedvomno zanimiv izdelek. Zvok se je povsem odlepil o tistega, ki so ga gojili sprva, pravega grunge pa skoraj da ni bilo mogoče slišati. Zelo očitno je bilo, da je skupina občutno več eksperimentirala v novih smereh. Pri samem snemanju naj bi zelo sodelovali in tako je vsak član skupine dodal svoj del.
Album je sicer debitiral na prvem mestu albumske lestvice, toda po že 2 mesecih je padel z nje. Odzivi so bili precej različni, kar se je še posebej pokazalo na prodaji sami, saj so ga prodali v komaj ena in pol milijonih izvodih. Tako kot tudi Vitalogy, je bil tudi No Code slabo promoviran, zlasti po zaslugi tožbe proti Ticketmasteru, ker niso veliko nastopali in zato, prav tako pa še vedno si izdajali videospotov. Po koncertni turneji, so se zopet vrnili v studijo in začeli snemati naslednji album.
Naslednji album Yield je bil izdan 3. februarja leta 1998. Z njim so se skušali vrniti s svojim prepoznavnim, surovim rokerskim zvokom, ki je bila na tem albumu nekakšna zmes garažnega in akustičnega rocka. Je tudi prvi album, ki ni debitiral na prvem mestu albumske lestvice in je tako kot njegov predhodnih je tudi ta sorazmerno hitro padel z nje. V Ameriki so ga prodali v okoli 1, 7 milijonih izvodih. Skupina je tudi prvič po letu 92 pristala na snemanje videospota in sicer za pesem Do the Evolution. To leto so tudi končno končali 4-letno neuspešno stavko proti korporaciji Ticketmaster, ter zopet začeli veliko več nastopati. Istega leta so Pearlovci doživeli zadnje kadrovske spremembe; zaradi  Ironsovih zdravstvenih težav je bobnarski stolček zasedel Matt Cameron, ki je sicer pred tem igral v skupini Soundgarden, ki pa je takrat že razpadla.
Isto leto je skupina posnela priredbo pesmi Last Kiss od  J. Franka Wilson & the Cavaliers, ki je sprva nikoli niso mislili izdati, kajti bila je posvečene njihovim oboževalcem, a so se nato vdali pritiskom založbe. Postala je komercialno največji hit; zasedla je drugo mesto na ameriški glasbeni lestvici, poznana pa je tudi kot ena najboljših priredb. Ves denar, ki so zaslužili z njo, so posvetili beguncem kosovske vojne.

## Soočanje z 21-stoletjem: Binaural in Riot Act
Šesti studijski album je sledil 16. maja 2000 z naslovom Binaural. Očitno je bilo, da se je skupina močno spremenila, kajti z vsakim novim albumom so  zveneli drugače, tudi ta, ki je bil nekoliko zvokovno in besedilno temnejši. Je skupinin prvi album, ki ni dobil platinske naklade.
Odločili so se, da bodo posneli celotno turnejo za ploščo Binaural. Sprva so bili posnetki mišljeni kot ekskluzivno darilo njihovim oboževalcem, potem pa so zaradi pogodbene zavezanosti morali vse posnetke javno izdati. Tako so izdali kar 72 tovrstni albumov, večinoma dvojnih CD-jev in s tem postavili rekord v številu sveže istočasnih  izdanih   albumov. Po tem so svoje koncerte redno snemali in jih dajali v prodajo, zlasti večje in pomembnejše.
30. junija so zaključili z evropsko turnejo, zaradi nesreče na Danskem, kjer so 9 obiskovalcev pohodili in zadušili do smrti, za kar je bila sprva kriva skupina sama. Temu  nesrečnemu dogodku je Vedder kasneje posvetil pesem Arc.
Vedno so radi nastopali v dobrodelnih koncertih, zato so skupaj z Neilom Youngom zaigrali pesem Long Road na Amerika: A Tribute to Heroes, s katerim so zbirali denar za vse žrtve in njihove družine terostičnega napda 9/11. Naslednje leto, 2002, ko je Layne Staley iz skupine Alice In  Chains umrl zaradi prevelikega odmerka mamil, je zanj Eddie Vedder napisal pesem z naslovom 4/20/02, naslovljeno po dnevu, ko je izvedel za njegovo smrt.
Istega leta 12. novembra je sledila zopet temno obarvana plošča Riot Act. Izjemno slabi prodaji albuma je botroval zvok v katerem so eksperimentirali s folk in art rockom. Prodali so nekaj več kot 700 tisoč izvodov. Na albumu je močno prisoten političnt-liberalni politični aktivizem, konkretno v skladbi Bu$hleager. Eddie je na koncertni turneji ob tej skladbi nosil Bushevo gumijasto masko.
Leta 2003 so Pearli na veliko veselje njihovih oboževalcev izdali dvojni CD, zbirko redkih  posnetkov z B-strani albumov in pesmi z naslovom Lost Dogs. Leta 2004 je izšla tudi Rearviewmirror, zbirka njihovih največjih uspešnic od leta 1991 do 2003. Omeniti gre tudi sodelovanje v filmskem svetu. Pearli so posneli skladbo Man of the Hour za film Big Fish režiserja Tim Burtona, ki jo je bilo moč slišati na koncu filma in je bila nominirana za     laskavo priznanje Golden Globe. V tem letu so tudi zapustili založbo Epic Records.

## Sedanjost: Album Pearl Jam in Backspacer
Leti 2004 in 2005 sta bili precej koncertno zaznamovani, med drugim so izvedli tudi svetovno turnejo, nastopili pa so tudi na dobrodelnem koncertu za vse oškodovane v orkanu Katrina. Na njihovi spletni strani so vedno osveščali o svetovnih problemih, zlasti ekološke in politične narave. V februarju 2006 so podpisali z J Records. Po aktivnem koncertnem nastopanju pa so Pearli končno odločili zapreti v studio. Ustvarili so 8 album s preprostim naslovom Pearl Jam, ki je bil izdan 2. maja 2006, kar 4-leta od zadnjega albuma, kar je tudi njihova najdaljša pavza.
Čeprav prodajno zopet ni bil uspešen – dosegel je zlato naklado, so ga kritiki sprejeli pozitivno, s samim albumom pa se je skupina vrnila k prvotnemu zvoku. Promovirali so ga tudi z nadvse uspešno turnejo, ki je zajemale Severno Ameriko, Avstralijo in deloma tudi Evropo. Nagrajeni so bili z eskyjem, nagrado revije Esquire za najboljši nastop. Opisali so jih kot ene izmed redkih skupin, ki še vedno igrajo vsak posamezen koncert tako, kot bi bil njihov zadnji (Biography b, 2010).
20. septembra 2009, so izdali še njihov zadnji 9 album Backspacer, ki se je po več kot 10-letih zopet uvrstil na prvo mesto albumske lestvice. Do sedaj pa so ga prodali v 510 tisočih izvodih, v ZDA pa so ga izdali pod njihovo lastno založno Monkeywrench. Zvokovno je tudi pod vplivom popa in new wava. Evropska turneja se začne junija, tega leta (Pearl Jam a, 2010).

## Diskografija
- Ten (1991)
- Vs. (1993)
- Vitalogy (1994)
- No Code (1996)
- Yield (1998)
- Binaural (2000)
- Riot Act (2002)
- Pearl Jam (2006)
- Backspacer (2009)
- Lightning Bolt (2013)
- Gigaton (2020)
- Dark Matter (2024)